# Дахнівська січ
Да́хнівська січ — територіально-військова організація козаків, одна з перших січей, яка існувала у 14-16 століттях.
Існує суперечлива інформація про перекази, які переповідають, що на території сучасного мікрорайону міста Черкаси Дахнівки у кінці 14 століття існувала перша козацька січ — Дахнівська. Спочатку тут проживав славетний козак на ім'я Дахно. Він разом зі своїми однодумцями першим серед козаків створив тут своєрідну січ, яка, однак, більше нагадувала замок. Фортеця приваблювала козаків з усією України, сюди з'їжджались вільно думаючі люди та ті, які боролись проти польської влади. Шляхта, водночас сильно не перешкоджала існуванню січі, адже вона у свою чергу виступала додатковим бар'єром від нападів татар з півдня. На початку 16 століття старостою Канівським та Черкаським був Байда Вишневецький, який знав про Дахнівську січ, та вирішив створити щось подібне. Можливо, саме після цього Байда поїхав на острів Хортиця та заснував там першу Запорозьку Січ — Хортицький замок.
Польський історик, археолог і етнограф Едвард Руліковський, автор статті про місто Черкаси у «Географічному Словнику Королівства Польського», ще у 19 столітті у своїй праці «Опис повіту Київського» (1913), створеного на основі раніше виданих у журналі «Ateneum» розвідок «Давні дороги та шляхи на правому березі Дніпра» (1878), наводить інформацію саме про ці перекази: про те, що ще до переселення за пороги у 16 столітті козаки мали спершу січ біля колишнього села Дахнівка. Ця інформація пізніше була також підтверджена археологами.
На сьогодні ця назва відображена у сучасній вулиці міста Черкаси, яка знаходиться на місці колишньої січі та дитячому оздоровчому таборі на околицях Черкас, який займається популяризацією українського козацтва серед молоді.